# Лига чемпионов УЕФА 2022/2023. Квалификация
Эта статья содержит информацию о квалификационных раундах Лиги чемпионов УЕФА 2022/2023.
В рамках квалификации Лиги чемпионов проводились два отдельных отборочных турнира. Первый — для чемпионов, которые не получили путёвку в групповой этап напрямую через чемпионат. Второй — для команд, не являющихся чемпионами своих стран и не квалифицированных напрямую в групповой этап.
Команды, проигравшие в предварительном и первом квалификационных раундах Лиги чемпионов приняли участие во втором квалификационном раунде Лиги конференций, проигравшие во втором квалификационном раунде Лиги чемпионов — в третьем квалификационном раунде Лиги Европы, проигравшие на чемпионском пути в третьем квалификационном раунде Лиги чемпионов — в раунде плей-офф Лиги Европы, а проигравшие в четвёртом квалификационном раунде и на нечемпионском пути в третьем квалификационном раунде Лиги чемпионов попали в групповой этап Лиги Европы.
При жеребьёвке каждого из раундов участвующие команды делились на «сеяные» и «несеяные» в соответствии с их коэффициентами на конец сезона 2021/22.
Время указанно по CEST (UTC+2), в соответствии с правилами УЕФА (местное время, если отличается, указано в скобках).

## Расписание жеребьёвок и матчей
| Стадия       | Раунд                           | Жеребьёвка     | Даты матчей                             |
| ------------ | ------------------------------- | -------------- | --------------------------------------- |
| Квалификация | Предварительный раунд           | 7 июня 2022    | 21—24 июня 2022 (полуфиналы и финал)    |
| Квалификация | Первый квалификационный раунд   | 14 июня 2022   | 5—6 июля 2022 и 12—13 июля 2022         |
| Квалификация | Второй квалификационный раунд   | 15 июня 2022   | 19—20 июля 2022 и 26—27 июля 2022       |
| Квалификация | Третий квалификационный раунд   | 18 июля 2022   | 2—3 августа 2022 и 9 августа 2022       |
| Квалификация | Квалификационный раунд плей-офф | 2 августа 2022 | 16—17 августа 2022 и 23—24 августа 2022 |

## Участники
| Клуб           | Коэф.          |
| Путь чемпионов | Путь чемпионов |
| -------------- | -------------- |
| Копенгаген     | 40.500         |
| Трабзонспор    | 5.500          |

| Клуб                    | Коэф.          |
| Путь чемпионов          | Путь чемпионов |
| ----------------------- | -------------- |
| Црвена звезда           | 46.000         |
| Аполлон (Лимасол)       | 14.000         |
| Путь представителей лиг |                |
| Бенфика                 | 61.000         |
| Рейнджерс               | 50.250         |
| ПСВ                     | 33.000         |
| Монако                  | 26.000         |
| Штурм                   | 7.770          |
| Юнион                   | 6.120          |

| Клуб                    | Коэф.          |
| Путь чемпионов          | Путь чемпионов |
| ----------------------- | -------------- |
| Динамо (Загреб)         | 49.500         |
| Олимпиакос              | 41.000         |
| Виктория (Пльзень)      | 31.000         |
| Маккаби (Хайфа)         | 7.000          |
| Цюрих                   | 7.000          |
| Путь представителей лиг |                |
| Динамо (Киев)           | 44.000         |
| Мидтьюлланн             | 19.000         |
| Фенербахче              | 14.500         |
| АЕК (Ларнака)           | 7.500          |

| Клуб                | Коэф.          |
| Путь чемпионов      | Путь чемпионов |
| ------------------- | -------------- |
| Карабах             | 25.000         |
| Мальмё              | 23.500         |
| Лудогорец           | 23.000         |
| Шериф               | 22.500         |
| ЧФР                 | 19.500         |
| Будё-Глимт          | 17.000         |
| Ференцварош         | 15.500         |
| Марибор             | 14.000         |
| Слован (Братислава) | 13.000         |
| ХИК                 | 8.500          |
| Нью-Сейнтс          | 8.500          |
| Ф91 Дюделанж        | 8.500          |
| Жальгирис           | 8.000          |
| Линкольн Ред Импс   | 7.250          |
| Шемрок Роверс       | 7.000          |
| Линфилд             | 7.000          |
| Зриньски            | 7.000          |
| Шахтёр (Солигорск)  | 6.250          |
| Сутьеска            | 6.250          |
| КИ Клаксвик         | 6.250          |
| Лех                 | 6.000          |
| Хибернианс          | 5.500          |
| Тобол               | 4.500          |
| Шкупи               | 4.500          |
| Пюник               | 4.250          |
| РФС                 | 4.000          |
| Динамо (Батуми)     | 3.250          |
| Тирана              | 2.750          |
| Балкани             | 1.633          |

| Клуб            | Коэф.          |
| Путь чемпионов  | Путь чемпионов |
| --------------- | -------------- |
| Левадия         | 4.750          |
| Ла Фиорита      | 4.000          |
| Интер Эскальдес | 3.000          |
| Викингур        | 1.075          |

## Предварительный квалификационный раунд
Жеребьёвка предварительного квалификационного раунда была проведена 7 июня 2022 года в 12:00 CEST. Матчи предварительного раунда, состоящие из двух полуфиналов 21 июня 2022 года и финала 24 июня 2022 года, прошли в Рейкьявике в Исландии.
Победитель финального раунда вышел в первый квалификационный раунд. Проигравшие в полуфинальном и финальном раунде попали во второй квалификационный раунд Лиги конференций УЕФА 2022/2023.

### Посев
В предварительном квалификационном раунде команды согласно таблице коэффициентов УЕФА делились на «сеяные» и «несеяные».
| Сеяные                 | Несеянные                    |
| ---------------------- | ---------------------------- |
| - Левадия - Ла Фиорита | - Интер Эскальдес - Викингур |

### Сетка
|  | Полуфинальный раунд | Полуфинальный раунд |                     |   | Финальный раунд | Финальный раунд |
|  |                     |                     |                     |   |                 |                 |
|  | 21 июня – Рейкьявик |                     |                     |   |                 |                 |
|  |                     |                     |                     |   |                 |                 |
|  | Ла Фиорита          | 1                   |                     |   |                 |                 |
|  | Ла Фиорита          | 1                   | 24 июня – Рейкьявик |   |                 |                 |
|  | Интер Эскальдес     | 2                   |                     |   |                 |                 |
|  | Интер Эскальдес     | 2                   | Интер Эскальдес     | 0 |                 |                 |
|  | 21 июня – Рейкьявик |                     | Интер Эскальдес     | 0 |                 |                 |
|  |                     | Викингур            | 1                   |   |                 |                 |
|  | Левадия             | Викингур            | 1                   | 1 |                 |                 |
|  | Левадия             |                     |                     | 1 |                 |                 |
|  | Викингур            | 6                   |                     |   |                 |                 |
|  | Викингур            | 6                   |                     |   |                 |                 |

### Таблица
| Команда 1  | Результат | Команда 2       |
| ---------- | --------- | --------------- |
| Левадия    | 1:6       | Викингур        |
| Ла Фиорита | 1:2       | Интер Эскальдес |

| Команда 1       | Результат | Команда 2 |
| --------------- | --------- | --------- |
| Интер Эскальдес | 0:1       | Викингур  |

### Матчи
| Ла Фиорита         | 1:2     | Интер Эскальдес      |
| ------------------ | ------- | -------------------- |
| 5′ (пен.) Ринальди | (отчёт) | Сольдевилья 55′, 66′ |

| Левадия            | 1:6     | Викингур                                                                                   |
| ------------------ | ------- | ------------------------------------------------------------------------------------------ |
| 45+2′ Бегларишвили | (отчёт) | МакЛаган 10′ · Ингасон 27′ · Сигурдссон 45+1′ · Хансен 49′ · Гудьёнсон 71′ · Магнуссон 77′ |

| Интер Эскальдес | 0:1     | Викингур    |
| --------------- | ------- | ----------- |
|                 | (отчёт) | Ингасон 27′ |

## Первый квалификационный раунд
Жеребьёвка первого квалификационного раунда была проведена 13 июня 2021 года в 12:00 CEST

### Посев
Всего в первом квалификационном раунде принимают участие 30 команд: 29 команд начинает с этого раунда, также к ним присоединится победитель предварительного квалификационного раунда. Посев команд производится на основе таблицы клубных коэффициентов УЕФА 2022. Для победителя предварительного раунда, который не был известен на момент проведения жеребьёвки, будет использоваться клубный коэффициент оставшейся команды, имеющей наивысший рейтинг. Команда 1 проводит первый матч дома.
| Группа 1                                                 | Группа 1                                               | Группа 2                                             | Группа 2                                            | Группа 3                                                                  | Группа 3                                              |
| Сеянные                                                  | Несеянные                                              | Сеянные                                              | Несеянные                                           | Сеянные                                                                   | Несеянные                                             |
| -------------------------------------------------------- | ------------------------------------------------------ | ---------------------------------------------------- | --------------------------------------------------- | ------------------------------------------------------------------------- | ----------------------------------------------------- |
| - Лудогорец - ЧФР - Ференцварош - Марибор - Ф91 Дюделанж | - Сутьеска - Шахтёр Солигорск - Тобол - Пюник - Тирана | - Мальмё - Будё-Глимт - ХИК - Нью-Сейнтс - Жальгирис | - Линфилд - КИ Клаксвик - Викингур† - Балкани - РФС | - Карабах - Шериф - Слован Братислава - Линкольн Ред Импс - Шемрок Роверс | - Зриньски - Лех - Хибернианс - Шкупи - Динамо Батуми |

Примечания
† Победитель предварительного раунда, который не был известен на момент проведения жеребьевки.
Победители выходят в путь чемпионов во второй квалификационный раунд. Проигравшие команды переходят в путь чемпионов квалификации Лиги конференций 2022/2023.

### Таблица
Первые матчи сыграны 5 и 6 июля, ответные — 12 и 13 июля 2022.
| Команда 1         | Итог         | Команда 2         | 1-й матч | 2-й матч       |
| ----------------- | ------------ | ----------------- | -------- | -------------- |
| Пюник             | 2:2 (4:3 п.) | ЧФР               | 0:0      | 2:2 (доп. вр.) |
| Марибор           | 2:0          | Шахтёр Солигорск  | 0:0      | 2:0            |
| Лудогорец         | 3:0          | Сутьеска          | 2:0      | 1:0            |
| Ф91 Дюделанж      | 3:1          | Тирана            | 1:0      | 2:1            |
| Тобол             | 1:5          | Ференцварош       | 0:0      | 1:5            |
| Мальмё            | 6:5          | Викингур          | 3:2      | 3:3            |
| Балкани           | 1:2          | Жальгирис         | 1:1      | 0:1            |
| ХИК               | 2:2 (5:4 п.) | РФС               | 1:0      | 1:2 (доп. вр.) |
| Будё-Глимт        | 4:3          | КИ Клаксвик       | 3:0      | 1:3            |
| Нью-Сейнтс        | 1:2          | Линфилд           | 1:0      | 0:2            |
| Шемрок Роверс     | 3:0          | Хибернианс        | 3:0      | 0:0            |
| Лех               | 2:5          | Карабах           | 1:0      | 1:5            |
| Шкупи             | 3:2          | Линкольн Ред Импс | 3:0      | 0:2            |
| Зриньски          | 0:1          | Шериф             | 0:0      | 0:1            |
| Слован Братислава | 2:1          | Динамо Батуми     | 0:0      | 2:1            |

Примечания
1. 1 2 3  Проигравшие в двух парах первого квалификационного раунда, заранее определённых жребием, по получали пропуск в третий квалификационный раунд Лиги конференций. В остальных парах первого квалификационного раунда проигравшие получали пропуск во второй квалификационный раунд Лиги конференций.

### Матчи
| Пюник | 0:0     | ЧФР |
| ----- | ------- | --- |
|       | (отчёт) |     |

| ЧФР | :       | Пюник |
| --- | ------- | ----- |
|     | (отчёт) |       |

| Марибор | 0:0     | Шахтёр Солигорск |
| ------- | ------- | ---------------- |
|         | (отчёт) |                  |

| Шахтёр Солигорск | 0:2     | Марибор           |
| ---------------- | ------- | ----------------- |
|                  | (отчёт) | 12′, 56′ Батурина |

| Лудогорец                   | 2:0     | Сутьеска |
| --------------------------- | ------- | -------- |
| Сантана 74′ · Тисьера 90+1′ | (отчёт) |          |

| Сутьеска | 0:1     | Лудогорец   |
| -------- | ------- | ----------- |
|          | (отчёт) | 53′ Сотириу |

| Ф91 Дюделанж | 1:0     | Тирана |
| ------------ | ------- | ------ |
| Надер 71′    | (отчёт) |        |

| Тирана    | 1:2     | Ф91 Дюделанж           |
| --------- | ------- | ---------------------- |
| Хикша 78′ | (отчёт) | 49′ Бойич · 61′ Синани |

| Тобол | 0:0     | Ференцварош |
| ----- | ------- | ----------- |
|       | (отчёт) |             |

| Ференцварош | 5:1     | Тобол |
| ----------- | ------- | ----- |
|             | (отчёт) |       |

| Мальмё                                       | 3:2     | Викингур                       |
| -------------------------------------------- | ------- | ------------------------------ |
| Ульссон 16′ · Тойвонен 42′ · Бирманчевич 84′ | (отчёт) | 38′ Ингасон · 90+3′ Гудьёнссон |

| Викингур                        | 3:3     | Мальмё                                       |
| ------------------------------- | ------- | -------------------------------------------- |
| Гуннарсон 15′, 75′ · Хансен 56′ | (отчёт) | 34′ Бирманчевич · 44′ Беймо · 47′ Кристансен |

| Балкани    | 1:1     | Жальгирис |
| ---------- | ------- | --------- |
| Грипши 15′ | (отчёт) | 25′ Буфф  |

| Жальгирис   | 1:0     | Балкани |
| ----------- | ------- | ------- |
| Ойевуси 97′ | (отчёт) |         |

| ХИК        | 1:0     | РФС |
| ---------- | ------- | --- |
| Мартич 11′ | (отчёт) |     |

| РФС                   | 2:1 (доп. вр.) | ХИК         |
| --------------------- | -------------- | ----------- |
| Зюзин 48′ · Панич 56′ | (отчёт)        | 75′ Мурильо |
| Пенальти              |                |             |
|                       | 4–5            |             |

| Будё-Глимт                    | 3:0     | КИ Клаксвик |
| ----------------------------- | ------- | ----------- |
| Бонифасе 11′, 31′, 58′ (пен.) | (отчёт) |             |

| КИ Клаксвик                         | 3:1     | Будё-Глимт          |
| ----------------------------------- | ------- | ------------------- |
| Миккельсен 12′ · Андреасен 20′, 85′ | (отчёт) | 55′ (пен.) Бонифасе |

| Нью-Сейнтс  | 1:0     | Линфилд |
| ----------- | ------- | ------- |
| Броббел 57′ | (отчёт) |         |

| Линфилд | :       | Нью-Сейнтс |
| ------- | ------- | ---------- |
|         | (отчёт) |            |

| Шемрок Роверс                          | 3:0     | Хибернианс |
| -------------------------------------- | ------- | ---------- |
| Финн 11′, 74′ · Воттс 40′ · Гаффни 78′ | (отчёт) |            |

| Хибернианс | 0:0     | Шемрок Роверс |
| ---------- | ------- | ------------- |
|            | (отчёт) |               |

| Лех       | 1:0     | Карабах |
| --------- | ------- | ------- |
| Исхак 41′ | (отчёт) |         |

| Карабах                                                | 5:1     | Лех       |
| ------------------------------------------------------ | ------- | --------- |
| Кади 14′, 74′ · Озобич 42′ · Медина 56′ · Гусейнов 77′ | (отчёт) | 1′ Вельде |

| Шкупи                                          | 3:0     | Линкольн Ред Импс |
| ---------------------------------------------- | ------- | ----------------- |
| Данфа 11′ · Адентунжи 29′ · Уайзман 62′ (авт.) | (отчёт) |                   |

| Линкольн Ред Импс         | 2:0     | Шкупи |
| ------------------------- | ------- | ----- |
| Хуанфри 32′ · Касьяро 69′ | (отчёт) |       |

| Зриньски | 0:0     | Шериф |
| -------- | ------- | ----- |
|          | (отчёт) |       |

| Шериф            | 1:0     | Зриньски |
| ---------------- | ------- | -------- |
| Савич 22′ (авт.) | (отчёт) |          |

| Слован (Братислава) | 0:0     | Динамо (Батуми) |
| ------------------- | ------- | --------------- |
|                     | (отчёт) |                 |

| Динамо (Батуми)  | :       | Слован (Братислава) |
| ---------------- | ------- | ------------------- |
| Давиташвили 104′ | (отчёт) |                     |

1. ↑  Из-за участия Беларуси в российском вторжении в Украину белорусские команды обязаны проводить свои домашние матчи на нейтральных площадках без зрителей до дальнейшего уведомления.

## Второй квалификационный раунд
Жеребьевка второго квалификационного раунда состоялась 15 июня 2022 года.

### Посев
Всего во втором квалификационном раунде приняли участие 24 команды. Они разделены на два пути:
- Путь чемпионов: 5 команд начали с этого раунда, к ним присоединились 15 победителей первого квалификационного раунда. Команды были распределены на три группы в отношении 6:6:8.
- Путь представителей лиг: 4 команды начали с этого раунда. 2 команды были «сеяными» и 2 —  «несеяными».

Первая команда, выпавшая в каждой паре при жеребьевке, являлась хозяином поля в первом матче.
| Группа 1                                | Группа 1                            | Группа 2                                 | Группа 2                    | Группа 3                                 | Группа 3                                                 |
| Сеяные                                  | Несеянные                           | Сеяные                                   | Несеянные                   | Сеяные                                   | Несеянные                                                |
| --------------------------------------- | ----------------------------------- | ---------------------------------------- | --------------------------- | ---------------------------------------- | -------------------------------------------------------- |
| - Динамо Загреб - Карабах - Ференцварош | - Слован Братислава - Шкупи - Цюрих | - Виктория Пльзень - Мальмё - Будё-Глимт | - ХИК - Линфилд - Жальгирис | - Олимпиакос - Лудогорец - Шериф - Пюник | - Марибор - Ф91 Дюделанж - Маккаби Хайфа - Шемрок Роверс |

| Сеяные                        | Несеянные                    |
| ----------------------------- | ---------------------------- |
| - Динамо (Киев) - Мидтьюлланн | - Фенербахче - АЕК (Ларнака) |

### Таблица
| Команда 1     | Итог | Команда 2         | 1-й матч | 2-й матч       |
| ------------- | ---- | ----------------- | -------- | -------------- |
| Ференцварош   | 5:3  | Слован Братислава | 1:2      | 4:1            |
| Динамо Загреб | 3:2  | Шкупи             | 2:2      | 1:0            |
| Карабах       | 5:4  | Цюрих             | 3:2      | 2:2 (доп. вр.) |
| ХИК           | 1:7  | Виктория Пльзень  | 1:2      | 0:5            |
| Линфилд       | 1:8  | Будё-Глимт        | 1:0      | 0:8            |
| Жальгирис     | 3:0  | Мальмё            | 1:0      | 2:0            |
| Лудогорец     | 4:2  | Шемрок Роверс     | 3:0      | 1:2            |
| Марибор       | 0:1  | Шериф             | 0:0      | 0:1            |
| Маккаби Хайфа | 5:1  | Олимпиакос        | 1:1      | 4:0            |
| Пюник         | 4:2  | Ф91 Дюделанж      | 0:1      | 4:1            |

| Команда 1   | Итог         | Команда 2   | 1-й матч | 2-й матч       |
| ----------- | ------------ | ----------- | -------- | -------------- |
| Мидтьюлланн | 2:2 (4:3 п.) | АЕК Ларнака | 1:1      | 1:1 (доп. вр.) |
| Динамо Киев | 2:1          | Фенербахче  | 0:0      | 2:1 (доп. вр.) |

### Матчи

#### Путь чемпионов
| Ференцварош     | 1:2     | Слован Братислава          |
| --------------- | ------- | -------------------------- |
| Закариассен 70′ | (отчёт) | - Кашия 81′ - Барсегян 86′ |

| Слован Братислава | 1:4     | Ференцварош |
| ----------------- | ------- | ----------- |
|                   | (отчёт) |             |

| Динамо Загреб              | 2:2     | Шкупи                   |
| -------------------------- | ------- | ----------------------- |
| - Адеми 44′ - Петкович 86′ | (отчёт) | - Кевен 25′ - Сефас 89′ |

| Шкупи | 0:1     | Динамо Загреб |
| ----- | ------- | ------------- |
|       | (отчёт) | Адеми 47′     |

| Карабах                    | 3:2     | Цюрих                              |
| -------------------------- | ------- | ---------------------------------- |
| - Кади 17′ - Ваджи 36′ 66′ | (отчёт) | - Камбери 65′ - Крюэзиу 85′ (пен.) |

| Цюрих                              | 2:2 (доп. вр.) | Карабах                      |
| ---------------------------------- | -------------- | ---------------------------- |
| Медведев 4′ (авт.) · Сантини 90+5′ | (отчёт)        | Кади 56′ · Овусу Квабена 98′ |

| ХИК           | 1:2     | Виктория Пльзень              |
| ------------- | ------- | ----------------------------- |
| Радулович 50′ | (отчёт) | - Хорый 6′ (пен.) - Копиц 57′ |

| Виктория Пльзень                                       | 5:0     | ХИК |
| ------------------------------------------------------ | ------- | --- |
| - Хорый 11′ - Сикора 21′ 73′ - Гейда 31′ - Климент 84′ | (отчёт) |     |

| Линфилд    | 1:0     | Будё-Глимт |
| ---------- | ------- | ---------- |
| Миллар 83′ | (отчёт) |            |

| Будё-Глимт | 8:0     | Линфилд |
| --- | ------- | ------- |
| Ветлесен 7′ · Бонифасе 21′ (пен.) · Пеллегрино 23′, 54′ (пен.) · Салтнес 29′ · Эспейорд 52′, 88′ · Сампстед 73′ | (отчёт) |         |

| Жальгирис | 1:0     | Мальмё |
| --------- | ------- | ------ |
| Урега 49′ | (отчёт) |        |

| Мальмё | :       | Жальгирис   |
| ------ | ------- | ----------- |
|        | (отчёт) | 34′ Ойевуси |

| Лудогорец                       | 3:0     | Шемрок Роверс |
| ------------------------------- | ------- | ------------- |
| - Сотириу 26′ 35′ - Тьяго 90+4′ | (отчёт) |               |

| Шемрок Роверс          | 2:1     | Лудогорец   |
| ---------------------- | ------- | ----------- |
| - Грин 21′ - Эмаху 88′ | (отчёт) | Каули 90+1′ |

| Марибор | 0:0     | Шериф |
| ------- | ------- | ----- |
|         | (отчёт) |       |

| Шериф      | 1:0     | Марибор |
| ---------- | ------- | ------- |
| Янсане 88′ | (отчёт) |         |

| Маккаби Хайфа | 1:1     | Олимпиакос      |
| ------------- | ------- | --------------- |
| Хазиза 90+2′  | (отчёт) | Цинкернагель 7′ |

| Олимпиакос | :       | Маккаби Хайфа |
| ---------- | ------- | ------------- |
|            | (отчёт) |               |

| Пюник | 0:1     | Ф91 Дюделанж     |
| ----- | ------- | ---------------- |
|       | (отчёт) | 72′ (пен.) Хаджи |

| Ф91 Дюделанж | 1:4     | Пюник                                          |
| ------------ | ------- | ---------------------------------------------- |
| Хассан 21′   | (отчёт) | - Жуниньо 24′ - Юричич 54′ 85′ - Отубанджо 76′ |

#### Путь представителей лиг
| Мидтьюлланн   | 1:1     | АЕК Ларнака |
| ------------- | ------- | ----------- |
| Святченко 84′ | (отчёт) | 81′ Дьюрчо  |

| АЕК Ларнака  | 1:1 (доп. вр.) | Мидтьюлланн  |
| ------------ | -------------- | ------------ |
| Олатунджи 9′ | (отчёт)        | 12′ Дальсгор |
| Пенальти     |                |              |
|              | 3:4            |              |

| Динамо Киев | 0:0     | Фенербахче |
| ----------- | ------- | ---------- |
|             | (отчёт) |            |

| Фенербахче | :       | Динамо Киев |
| ---------- | ------- | ----------- |
|            | (отчёт) |             |

## Третий квалификационный раунд
Жеребьевка третьего квалификационного раунда состоялась 18 июля 2022 года.

### Посев
Всего в третьем квалификационном раунде приняли участие 20 команд. Они были разделены на два пути:
- Путь чемпионов: 2 команды, которые начали с этого раунда, присоединились к  10 победителям второго квалификационного раунда. Команды были распределены на две группы: 6 «сеяных» и 6 «несеяных».
- Путь представителей лиг: 6 команд начали с этого раунда, 2 победителя из второго раунда. 4 команды были «сеяными» и 4 «несеяными».

Первая команда, выпавшая в каждой паре при жеребьевке, являлась хозяином поля в первом матче.
| Группа 1                                  | Группа 1                                    | Группа 2                                       | Группа 2                     |
| Сеяные                                    | Несеянные                                   | Сеяные                                         | Несеянные                    |
| ----------------------------------------- | ------------------------------------------- | ---------------------------------------------- | ---------------------------- |
| - Динамо Загреб - Маккаби Хайфа - Карабах | - Лудогорец - Ференцварош - Аполлон Лимасол | - Црвена звезда - Виктория Пльзень - Жальгирис | - Шериф - Будё-Глимт - Пюник |

| Сеяные                                    | Несеянные                              |
| ----------------------------------------- | -------------------------------------- |
| - Бенфика - Рейнджерс - Динамо Киев - ПСВ | - Монако - Мидтьюлланн - Штурм - Юнион |

### Таблица
| Команда 1     | Итог | Команда 2        | 1-й матч | 2-й матч |
| ------------- | ---- | ---------------- | -------- | -------- |
| Маккаби Хайфа | 4:2  | Аполлон Лимасол  | 4:0      | 0:2      |
| Карабах       | 4:2  | Ференцварош      | 1:1      | 3:1      |
| Лудогорец     | 3:6  | Динамо Загреб    | 1:2      | 2:4      |
| Шериф         | 2:4  | Виктория Пльзень | 1:2      | 1:2      |
| Будё-Глимт    | 6:1  | Жальгирис        | 5:0      | 1:1      |
| Црвена звезда | 7:0  | Пюник            | 5:0      | 2:0      |

| Команда 1   | Итог | Команда 2   | 1-й матч | 2-й матч |
| ----------- | ---- | ----------- | -------- | -------- |
| Монако      | 3:4  | ПСВ         | 1:1      | 2:3      |
| Динамо Киев | 3:1  | Штурм       | 1:0      | 2:1      |
| Юнион       | 2:3  | Рейнджерс   | 2:0      | 0:3      |
| Бенфика     | 7:2  | Мидтьюлланн | 4:1      | 3:1      |

### Матчи

#### Путь чемпионов
| Маккаби Хайфа                                        | 4:0     | Аполлон Лимасол |
| ---------------------------------------------------- | ------- | --------------- |
| Пебернес 38′ (авт.) · Мохамед 54′, 62′ · Францди 79′ | (отчёт) |                 |

| Аполлон Лимасол | :       | Маккаби Хайфа |
| --------------- | ------- | ------------- |
|                 | (отчёт) |               |

| Карабах   | 1:1     | Ференцварош |
| --------- | ------- | ----------- |
| Овусу 34′ | (отчёт) | 17′ Боли    |

| Ференцварош | 1:3     | Карабах |
| ----------- | ------- | ------- |
| Абделла 7′  | (отчёт) |         |

| Лудогорец    | 1:2     | Динамо Загреб             |
| ------------ | ------- | ------------------------- |
| Тектепей 22′ | (отчёт) | 6′ Перич · 9′ (авт.) Падт |

| Динамо Загреб | :       | Лудогорец |
| ------------- | ------- | --------- |
|               | (отчёт) |           |

| Шериф             | 1:2     | Виктория Пльзень            |
| ----------------- | ------- | --------------------------- |
| Аканби 36′ (пен.) | (отчёт) | 40′ (пен.) Хорый · 55′ Буха |

| Виктория Пльзень | :       | Шериф |
| ---------------- | ------- | ----- |
|                  | (отчёт) |       |

| Будё-Глимт                                                                           | 5:0     | Жальгирис |
| ------------------------------------------------------------------------------------ | ------- | --------- |
| Ветлесен 11′ (пен.) · Пеллегрино 36′ · Салвесен 58′ · Хёйбротер 61′ · Эспейорд 90+3′ | (отчёт) |           |

| Жальгирис | :       | Будё-Глимт |
| --------- | ------- | ---------- |
|           | (отчёт) |            |

| Црвена звезда                                    | 5:0     | Пюник |
| ------------------------------------------------ | ------- | ----- |
| Букари 29′, 44′, 70′ · Кангва 33′ · Митрович 77′ | (отчёт) |       |

| Пюник | 0:2     | Црвена звезда          |
| ----- | ------- | ---------------------- |
|       | (отчёт) | Канга 44′ · Павков 60′ |

#### Путь представителей лиг
| Монако     | 1:1     | ПСВ        |
| ---------- | ------- | ---------- |
| Дисаси 38′ | (отчёт) | 38′ Верман |

| ПСВ | :       | Монако |
| --- | ------- | ------ |
|     | (отчёт) |        |

| Динамо Киев | :       | Штурм |
| ----------- | ------- | ----- |
|             | (отчёт) |       |

| Штурм | :       | Динамо Киев |
| ----- | ------- | ----------- |
|       | (отчёт) |             |

| Юнион                          | 2:0     | Рейнджерс |
| ------------------------------ | ------- | --------- |
| Теума 27′ · Ванзейр 76′ (пен.) | (отчёт) |           |

| Рейнджерс | :       | Юнион |
| --------- | ------- | ----- |
|           | (отчёт) |       |

| Бенфика                             | 4:1     | Мидтьюлланн      |
| ----------------------------------- | ------- | ---------------- |
| Рамуш 16′, 33′, 61′ · Фернандес 40′ | (отчёт) | 77′ (пен.) Систо |

| Мидтьюлланн | :       | Бенфика |
| ----------- | ------- | ------- |
|             | (отчёт) |         |

## Раунд плей-офф
Жеребьевка плей-офф состоялась 2 августа 2022 года 12:00 CEST.

### Посев
Всего в раунде плей-офф приняли участие 12 команд. Они были разделены на два пути: 
- Путь чемпионов: 2 команды начали с этого раунда, а также 6 победителей третьего квалификационного раунда (Путь чемпионов).
- Путь представителей лиг: 4 победителя третьего квалификационного раунда (Путь представителей лиг).

Посев команд производился на основе таблице клубных коэффициентов УЕФА. Для победителей третьего квалификационного раунда (если участник на момент жеребьевки неизвестен) использовался клубный коэффициент оставшейся команды с самым высоким рейтингом в паре. Первая команда, выпавшая в каждой паре при жеребьевке, являлась хозяином первого матча.
| Сеянные                                                         | Несеянные                                            |
| --------------------------------------------------------------- | ---------------------------------------------------- |
| - Динамо Загреб - Црвена звезда - Копенгаген - Виктория Пльзень | - Карабах - Будё-Глимт - Маккаби Хайфа - Трабзонспор |

| Сеянные               | Несеянные           |
| --------------------- | ------------------- |
| - Бенфика - Рейнджерс | - Динамо Киев - ПСВ |

### Таблица
| Команда 1     | Итог | Команда 2        | 1-й матч | 2-й матч       |
| ------------- | ---- | ---------------- | -------- | -------------- |
| Карабах       | 1:2  | Виктория Пльзень | 0:0      | 1:2            |
| Будё-Глимт    | 2:4  | Динамо Загреб    | 1:0      | 1:4 (доп. вр.) |
| Маккаби Хайфа | 5:4  | Црвена звезда    | 3:2      | 2:2            |
| Копенгаген    | 2:1  | Трабзонспор      | 2:1      | 0:0            |

| Команда 1   | Итог | Команда 2 | 1-й матч | 2-й матч |
| ----------- | ---- | --------- | -------- | -------- |
| Динамо Киев | 0:5  | Бенфика   | 0:2      | 0:3      |
| Рейнджерс   | 3:2  | ПСВ       | 2:2      | 1:0      |

### Матчи

#### Путь чемпионов
|  | : |  |
|  | - |  |
|  |   |  |

|  | : |  |
|  | - |  |
|  |   |  |

|  | : |  |
|  | - |  |
|  |   |  |

|  | : |  |
|  | - |  |
|  |   |  |

|  | : |  |
|  | - |  |
|  |   |  |

|  | : |  |
|  | - |  |
|  |   |  |

| Копенгаген | : | Трабзонспор |
| ---------- | - | ----------- |
|            |   |             |

| Трабзонспор | : | Копенгаген |
| ----------- | - | ---------- |
|             |   |            |

#### Путь представителей лиг
|  | : |  |
|  | - |  |
|  |   |  |

|  | : |  |
|  | - |  |
|  |   |  |

|  | : |  |
|  | - |  |
|  |   |  |

|  | : |  |
|  | - |  |
|  |   |  |